# Cottocomephoridae
Famille
Les Cottocomephoridae sont une famille de poissons non reconnue par ITIS et NCBI qui placent ses genres dans la famille des Cottidae.
Cette famille est reconnue par FishBase.

## Liste des genres et espèces
Selon FishBase :
- genre Batrachocottus
  - Batrachocottus baicalensis  (Dybowski, 1874)
  - Batrachocottus multiradiatus  Berg, 1907
  - Batrachocottus nikolskii  (Berg, 1900)
  - Batrachocottus talievi  Sideleva, 1999
- genre Cottocomephorus
  - Cottocomephorus alexandrae  Taliev, 1935
  - Cottocomephorus grewingkii  (Dybowski, 1874)
  - Cottocomephorus inermis  (Yakovlev, 1890)
- genre Leocottus
  - Leocottus kesslerii  (Dybowski, 1874)
- genre Paracottus
  - Paracottus knerii  (Dybowski, 1874)